# Clarence Vinson
Clarence Adam Vinson (Washington, 10 de julio de 1978) es un deportista estadounidense que compitió en boxeo. Participó en los Juegos Olímpicos de Sídney 2000, obteniendo una medalla de bronce en el peso gallo.

## Palmarés internacional
| Juegos Olímpicos | Juegos Olímpicos   | Juegos Olímpicos  | Juegos Olímpicos |
| Año              | Lugar              | Medalla           | Categoría        |
| ---------------- | ------------------ | ----------------- | ---------------- |
| 2000             | Sídney (Australia) | Medalla de bronce | 54 kg            |